# Bernardo Rodríguez Arias
Bernardo Rodríguez Arias, conegut com a Berni Rodríguez, (Màlaga, 7 de juny de 1980) és un jugador de bàsquet espanyol, ja retirat, guanyador d'una medalla olímpica.
S'inicià jugant a l'Unicaja Málaga, equip on va jugar durant 13 temporades. El juny de 2012 decidí deixar Màlaga i l'equip li retirà la seva samarreta amb el número 5. Tot seguit fitxà per l'UCAM Múrcia, on jugà amb el número 41. Es retirà a la fi de la temporada 2015-16 després de jugar dues temporades al Baloncesto Sevilla.
Cinc dies després d'anunciar la seva retirada del bàsquet professional va fitxar com a director esportiu del Baloncesto Sevilla.

## Carrera esportiva

### A nivell de clubs
| Anys      | Clubs              | Lliga     |
| --------- | ------------------ | --------- |
| 1998-2012 | Unicaja Málaga     | Lliga ACB |
| 2012-2014 | UCAM Múrcia        | Lliga ACB |
| 2014-2016 | Baloncesto Sevilla | Lliga ACB |

Títols amb l'Unicaja Málaga:
- 1 Lliga ACB de bàsquet: 2005/06
- 1 Copa del Rei de bàsquet: 2004/05
- 1 Copa Korac: 2000/01

### Amb la selecció nacional
Va participar, als 28 anys, en els Jocs Olímpics d'Estiu de 2008 realitzats a Pequín (República Popular de la Xina), on va aconseguir guanyar la medalla de plata amb la selecció de bàsquet d'Espanya.
Al llarg de la seva carrera ha guanyat una medalla d'or en el Campionat del Món de bàsquet masculí i una medalla de plata en el Campionat d'Europa.